# Manfred Pranger
Manfred Pranger nació el 25 de enero de 1978 en Hall in Tirol (Austria), es un esquiador que ha ganado 1 Campeonato del Mundo (1 Medalla en total) y tiene 3 victorias en la Copa del Mundo de Esquí Alpino (con un total de 13 podiums).

## Resultados

### Campeonatos Mundiales
- 2003 en St. Moritz, Suiza
  - Eslalon: 5.º
- 2007 en Åre, Suecia
  - Eslalon: 5.º
- 2009 en Val d'Isère, Francia
  - Eslalon: 1.º
- 2011 en Garmisch-Partenkirchen, Alemania
  - Eslalon: 9.º

### Copa del Mundo

#### Clasificación general Copa del Mundo
- 2000-2001: 115.º
- 2001-2002: 48.º
- 2002-2003: 24.º
- 2003-2004: 25.º
- 2004-2005: 20.º
- 2005-2006: 63.º
- 2006-2007: 40.º
- 2007-2008: 86.º
- 2008-2009: 21.º
- 2009-2010: 24.º
- 2010-2011: 49.º
- 2011-2012: 39.º

#### Clasificación por disciplinas (Top-10)
- 2002-2003:
  - Eslalon: 5.º
- 2003-2004:
  - Eslalon: 7.º
- 2004-2005:
  - Eslalon: 3.º
- 2008-2009:
  - Eslalon: 4.º
- 2009-2010:
  - Eslalon: 7.º
- 2011-2012:
  - Eslalon: 10.º

#### Victorias en la Copa del Mundo (3)

##### Eslalon (3)
| Fecha               | Lugar      |
| ------------------- | ---------- |
| 23 de enero de 2005 | Kitzbühel  |
| 25 de enero de 2005 | Schladming |
| 18 de enero de 2009 | Wengen     |